# Сенонкур
Сенонку́р (фр. Senoncourt) — коммуна во Франции, находится в регионе Франш-Конте. Департамент — Верхняя Сона. Входит в состав кантона Аманс. Округ коммуны — Везуль.
Код INSEE коммуны — 70488.

## География
Коммуна расположена приблизительно в 300 км к юго-востоку от Парижа, в 70 км севернее Безансона, в 25 км к северу от Везуля.
По территории коммуны протекает река Сюперб.

## Население
Население коммуны на 2010 год составляло 217 человек.
| 1962 | 1968 | 1975 | 1982 | 1990 | 1999 | 2010 |
| ---- | ---- | ---- | ---- | ---- | ---- | ---- |
| 245  | 245  | 251  | 256  | 239  | 219  | 217  |

## Экономика
В 2010 году среди 139 человек трудоспособного возраста (15—64 лет) 104 были экономически активными, 35 — неактивными (показатель активности — 74,8 %, в 1999 году было 74,0 %). Из 104 активных жителей работали 96 человек (52 мужчины и 44 женщины), безработных было 8 (5 мужчин и 3 женщины). Среди 35 неактивных 10 человек были учениками или студентами, 15 — пенсионерами, 10 были неактивными по другим причинам.

## Достопримечательности
- Церковь. Исторический памятник с 1934 года[3]

## Фотогалерея
- Церковь
- Карта коммуны